# Firma Theodor Fahrner
De Firma Theodor Fahrner uit Pforzheim (Duitsland) was een bijouterieënfabriek waar onder meer sieraden in de stijl van de Franse art nouveau werden ontworpen. 
In april 1855 werd de bijouterieënfabriek opgericht als Seeger & Fahrner. Na het overlijden van Seeger zette Theodor Fahrner sr. (1859 – 1883) het bedrijf voort. Er werden sieraden in historiserende stijlen geproduceerd. Toen Fahrner sr. op zestigjarige leeftijd overleed nam zijn vierentwintigjarige zoon Theodor het bedrijf over. In 1895 liet Fahrner jr. zijn eerste technische vernieuwingen patenteren. Ook voerde hij tal van andere vernieuwingen door in het bedrijf en kregen de sieraden een moderner voorkomen.
Rond 1900 produceerde de firma als een van de eersten Duitsland vooral sieraden in de stijl van de Franse art nouveau. Daartoe trok het bedrijf verschillende ontwerpers en kunstenaars aan. De eerste met wie Fahrner samenwerkte was Max Joseph Gradl. Later werkte het bedrijf samen met onder anderen Patriz Huber en voerde het ook ontwerpen uit van Georg Kleemann. Max Benirschke werkte samen met de firma van 1905 tot en met 1907. Ook een ontwerp voor een broche van Eugen Friedrich Berner is door de firma uitgevoerd. Berner werkte waarschijnlijk samen met de firma tussen 1903 en 1905. Ook hebben Louise Matz en Erich Kleinhempel kortstondig voor het bedrijf gewerkt.
Vanaf 1904 vervaardigde de Firma Theodor Fahrner sieraden in verschillende neostijlen zoals de Empirestijl, Biedermeier en de Lodewijk XVI-stijl. Vazen en festoenen met bloemen keerden regelmatig terug als decoratie. In deze sieraden is vaak email toegepast.
In 1908 presenteerde de firma twee collecties met filigraandraadwerksieraden, een techniek die tot in de dertiger jaren populair zou blijven. Theodor Fahrner jr. zelf maakte verschillende ontwerpen in deze techniek. Eerder al echter kreeg hij in de gaten dat het belangrijk was een eigen stijl te ontwikkelen, los van de Franse jugendstil en de heersende neostijlen. Daartoe zocht Fahrner samenwerking met kunstenaars uit de Darmstädter Künstlerkolonie. Rond 1910 telde de firma circa honderd medewerkers.
Tijdens de Eerste Wereldoorlog vervaardigde de Firma Theodor Fahrner sieraden van ijzer. Zoals er eerder tijdens de Duitse bevrijdingsoorlog in 1813-1814 ook sieraden van ijzer werden gemaakt, in ruil voor kostbare sieraden die werden ingeleverd om de strijd tegen Napoleon te financieren. 
Toen Theodor Fahrner junior in 1919 stierf, werd het bedrijf verkocht aan Gustav Braendle. Hij liet vele sieraden met email vervaardigen. Op 23 februari 1945 werd de stad Pforzheim vrijwel geheel verwoest door Britse bombardementen. Bijna 18.000 mensen kwamen om. Het stadsarchief alsook het archief van de Firma Theodor Fahrner zijn toen verloren gegaan. In 1979 sloot de Firma Theodor Fahrner de deuren.

## Werk in openbare collecties (selectie)
- Badisches Landesmuseum, Karlsruhe
- Hessisches Landesmuseum Darmstadt, Darmstadt
- Kunstgewerbeschule Pforzheim, Pforzheim
- Landesmuseum Württemberg, Stuttgart
- Museum für Angewandte Kunst Köln (MAKK), Keulen
- Gotisches Haus, Bad Homburg
- Museum im Prediger, Schwäbisch Gmünd
- Museum Künstlerkolonie Darmstadt, Darmstadt
- Muzeum skla a bižuterie, Jablonec
- Schmuckmuseum Pforzheim, Pforzheim
- Stadtmuseum Düsseldorf, Düsseldorf

## Tentoonstellingen (selectie)
- 1900 – Wereldtentoonstelling, Parijs
- 1901 – Ausstellung der Künstlerkolonie Darmstadt, Darmstadt
- 1902 – Jubiläums-Kunstausstellung, Karlsruhe
- 1903 – Feinmetallausstellung, Stuttgart
- 1903 – Vereinsausstellung für Feinmetallarbeiten
- 1904 – Wereldtentoonstelling, Saint Louis
- 1905 – Ausstellung für Angewandte Kunst, München
- 1906 – Deutsche Kunstgewerbeausstellung, Dresden
- 1906 – Jubiläumsausstellung für Kunst und Kunstgewerbe, Karlsruhe
- 1909 – Kunstgewerbliche Erzeugnisse aus Schwäbisch-Gmünd und Pforzheim, Stuttgart
- 1910 – Wereldtentoonstelling, Brussel
- 1914 – Werkbundausstellung, Keulen
- 1918 – Werkbundausstellung, Kopenhagen
- 1990 – Theodor Fahrner, Schmuck zwischen Avantgarde und Tradition, Schmuckmuseum Pforzheim, Pforzheim
- 1992 – Theodor Fahrner, Schmuck zwischen Avantgarde und Tradition, Stadtmuseum Düsseldorf, Düsseldorf
- 2019 – Alltagstauglich, Schmuck von Jugendstil bis Art Déco, Hessisches Landesmuseum, Darmstadt